# Amata (Lettonia)
Amata è un comune della Lettonia di 6.369 abitanti (dati 2009)

## Geografia antropica

### Suddivisioni amministrative
Il comune fu istituito nel 2009 ed è formato dalle seguenti unità amministrative:
- Amata
- Drabeši
- Nītaure
- Skujene
- Zaube